# Rákosfalvy Zoltán (orvos)
Rákosfalvy Zoltán (Dés, 1926. szeptember 7. –) erdélyi magyar orvos, szakíró.

## Életútja
Középiskolát szülővárosa állami gimnáziumában végzett és Kolozsvárt érettségizett (1945), a marosvásárhelyi OGYI-ben nyert orvosi oklevelet (1952), az orvostudományok doktora (1967). Oláhszentgyörgyön a fürdőszanatórium (1953–59), majd Félixfürdőn a gyermekszanatórium orvosa. 1962-től az OGYI balneofizioterápiai tanszékén tanársegéd, adjunktus, 1982-től tanszékvezető, 1990-től előadótanár. 1991 májusában nyugdíjazták még 11 marosvásárhelyi orvosprofesszorral együtt a Marosvásárhelyi Orvosi és Gyógyszerészeti Egyetemről. Nyugdíjazása után is tartott magyar nyelvű előadásokat. Tagja a Román Fizioterápiás Egyesület, a Reumatológiai Társaság vezetőségének, a Magyar Reumatológusok Szövetségének. 1970-től a Nemzetközi Orvosi Rehabilitációs Egyesület (IRMA) tanácsosa.

## Munkássága
Főbb kutatási területe: a fürdőkrízis, a szervezet saját heparinképzése fizikai ingerek hatására, a reumatoid arthritis immunológiája, fiziko-vigilencia. Romániában elsőként vezette be a bőrön keresztüli elektromos idegingerléses kezelést (TENS). Eredményeit az Orvosi Szemle-Revista Medicală, Laval Medical, Archiv für Physikalische Therapie, Europa Medico-Phisica szaklapokban közölte és több hazai és külföldi kongresszuson mutatta be (Budapest 1967; Montreal 1968; Milano 1970; Párizs, Zürich 1971; Barcelona 1972; Athén 1988). Ismertető cikkei jelentek meg a TETT, Új Élet, Brassói Lapok, Népújság, Művelődés, Korunk hasábjain, a marosvásárhelyi rádió magyar adásában az egészségügyi rovat munkatársa.
Társszerzője A balneo-fizioterápia és az orvosi rehabilitáció elemei (Marosvásárhely. 1979) című kőnyomatos egyetemi jegyzetnek, főszerzője a Balneofiziológiai és orvosi rehabilitáció (Marosvásárhely 1986) című jegyzetnek és román változatának. Önálló munkái: Az a bizonyos "Diszkusz" sérv (Marosvásárhely 1972); 40 év fizioterápia körítve; Mentor, Marosvásárhely, 2004